# José Giles y Rubio
José Giles y Rubio (Écija, 1850-Écija, 1912) fue un profesor, poeta, ensayista y dramaturgo español.

## Biografía
Nacido en agosto de 1850 en la localidad sevillana de Écija,  estudió en la Facultad de Filosofía y Letras de la Universidad de Sevilla. Durante su juventud escribió bastantes poesías y artículos de crítica literaria que aparecieron en los periódicos de aquella época, además de algunas piezas teatrales, que no llegaron a imprimirse. Fue primero auxiliar de la Universidad de Sevilla en la cátedra de Historia de la Literatura Española, asignatura que, más tarde, y ya como catedrático numerario, explicó en Oviedo, Valencia, Sevilla y finalmente en Madrid. Falleció en Écija el 8 de enero de 1912.
Entre sus publicaciones se encontraron obras como Prolegómenos a la historia de la literatura española (1897), Apuntes de literatura general (1896-1897), El Cid, considerado como personificación de nuestro espíritu nacional, Analogías y diferencias entre la tragedia clásica y el drama romántico, Origen y desarrollo de la novela picaresca (discurso leído en la apertura del curso 1890-1891 en la Universidad de Oviedo), La autoridad en materia de Lenguaje (discurso leído en el Congreso Hispano-Americano celebrado en 1892), Cervantes y el Quijote (discurso leído en la Universidad de Sevilla) y diferentes poesías. Entre sus obras teatrales se encontraron Una pasión de verano (en un acto y en verso), El coturno de Esquilo (en un acto y en verso), Ellos y ellas (versificada en tres actos), El mejor castigo (en dos actos y en verso), La herencia de Camacho (en un acto y en prosa), La mujer de su casa (dos actos en prosa), La y griega (un acto en verso), El día de prueba (un acto en verso) y, en colaboración, el juguete en un acto y en verso titulado En las nubes.